# República Dominicana nos Jogos Olímpicos de Verão de 2012
A República Dominicana competiu nos Jogos Olímpicos de Verão de 2012, que aconteceram na cidade de Londres, no Reino Unido, de 27 de julho até 12 de agosto de 2012.

## Desempenho

### Halterofilismo
Feminino
| Atleta             | Evento | Arranque (kg) | Arremesso (kg) | Total (kg) | Posição |
| ------------------ | ------ | ------------- | -------------- | ---------- | ------- |
| Beatriz Pirón      | -48kg  | 77,0          | 90,0           | 167,0      | 9º      |
| Yuderqui Contreras | -53kg  | DNF           | DNF            | DNF        | DNF     |

### Natação
Feminino
| Atletas         | Evento          | Eliminatórias | Eliminatórias | Semifinal   | Semifinal   | Final       | Final       |
| Atletas         | Evento          | Tempo         | Posição       | Tempo       | Posição     | Tempo       | Posição     |
| --------------- | --------------- | ------------- | ------------- | ----------- | ----------- | ----------- | ----------- |
| Dorian Mcmenemy | 100 m borboleta | 1min05s78     | 41º           | Não avançou | Não avançou | Não avançou | Não avançou |

### Taekwondo
A República Dominicana conseguiu vaga para uma categoria de peso, conquistada no pré-olímpico, realizado em Baku, no Azerbaijão:
| Atleta           | Evento           | Oitavas de final       | Quartas de final       | Semifinais             | Repescagem 1           | Repescagem 2           | Final                  | Final |
| Atleta           | Evento           | Adversário e resultado | Adversário e resultado | Adversário e resultado | Adversário e resultado | Adversário e resultado | Adversário e resultado | Pos.  |
| ---------------- | ---------------- | ---------------------- | ---------------------- | ---------------------- | ---------------------- | ---------------------- | ---------------------- | ----- |
| Gabriel Mercedes | −58 kg masculino |                        |                        |                        |                        |                        |                        |       |

### Tiro
Masculino
| Atleta        | Evento               | Qualificação | Qualificação | Final       | Final       | Posição     |
| Atleta        | Evento               | Placar       | Posição      | Placar      | Total       | Posição     |
| ------------- | -------------------- | ------------ | ------------ | ----------- | ----------- | ----------- |
| Sergio Pinero | Fossa olímpica       | 118          | 20º          | Não avançou | Não avançou | 20º         |
| Sergio Pinero | Fossa olímpica dublê | DNS          | DNS          | Não avançou | Não avançou | Não avançou |